# Municipio 4 Morton
El municipio 4 Morton (en inglés: Township 4, Morton) es un municipio ubicado en el  condado de Alamance en el estado estadounidense de Carolina del Norte. En el año 2010 tenía una población de 5.414 habitantes.

## Geografía
El municipio 4 Morton se encuentra ubicado en las coordenadas 36°12′7.96″N 79°29′5.99″O / 36.2022111, -79.4849972.